# Kim Utzon
Kim Utzon, född 1957 i Frederiksberg, är en dansk arkitekt.
Kim Utzon är son till Jørn Utzon och bror till arkitekten Jan Utzon. Han utbildade sig till arkitekt på Det Kongelige Danske Kunstakademi i Köpenhamn 1976–81. Han samarbetade med sin far i flera projekt, bland andra Paustians hus i Köpenhamn.
Kim Utzon har drivit arkitektbyrån Kim Utzon Arkitekter sedan 1985.

## Verk i urval
- Paustians hus, Köpenhamn, 1987 (tillsammans med Jørn Utzon
- Dunkers kulturhus, Helsingborg, 2002
- Rosendahl A/S huvudkontor i Hørsholm, Danmark, 2003
- Hamnhus I, Köpenhamn, 2004
- Bryggens Have bostadshus på Islands Brygge, Köpenhamn, 2004–06
- Tillbyggnad av Vejle konstmuseum, Danmark, 2006
- Utzon Center, Aalborg, Danmark, 2008 (tillsammans med Jørn Utzon)
- Bikuben Kollegiet, Aalborg, Danmark, 2009
- Hamnhus II, Köpenhamn, 2010
- Tivoli kongresscentrum, Köpenhamn, 2010
- Tillbyggnad till Tornhuset, Malmö, 2015 (tillsammans med australienska Terroir)

## Bildgalleri

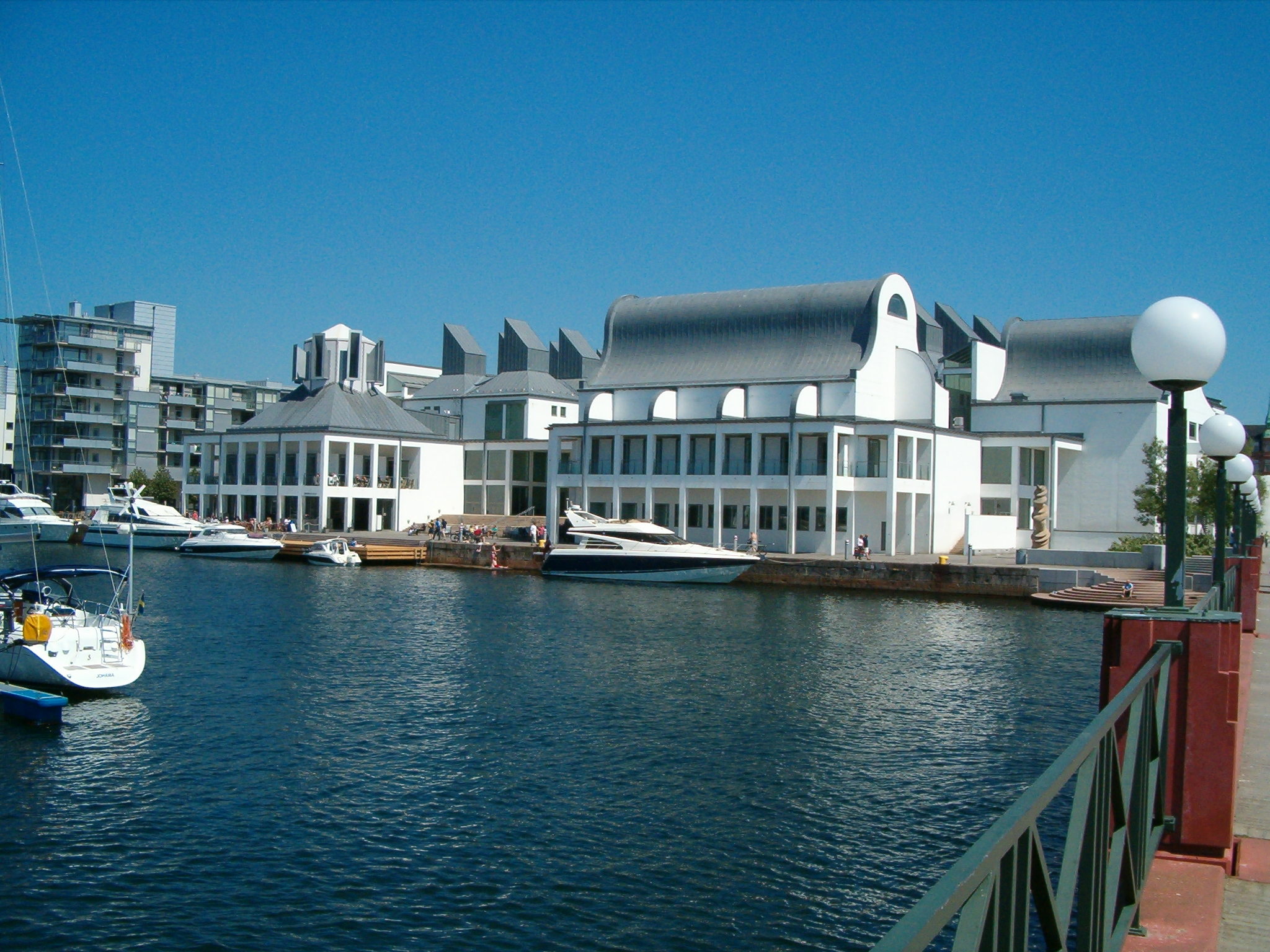
Dunkers kulturhus
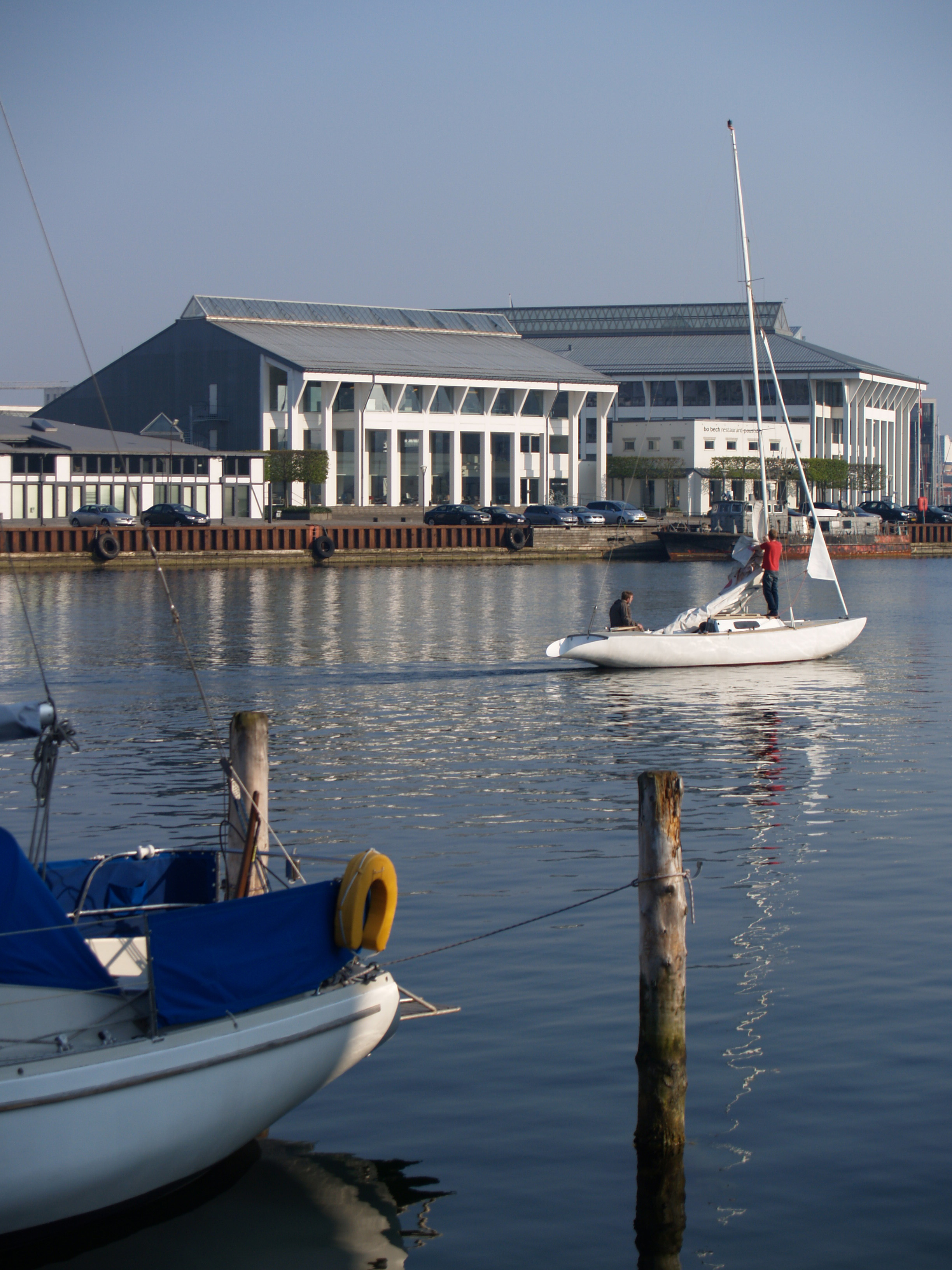
Paustians hus i Köpenhamn
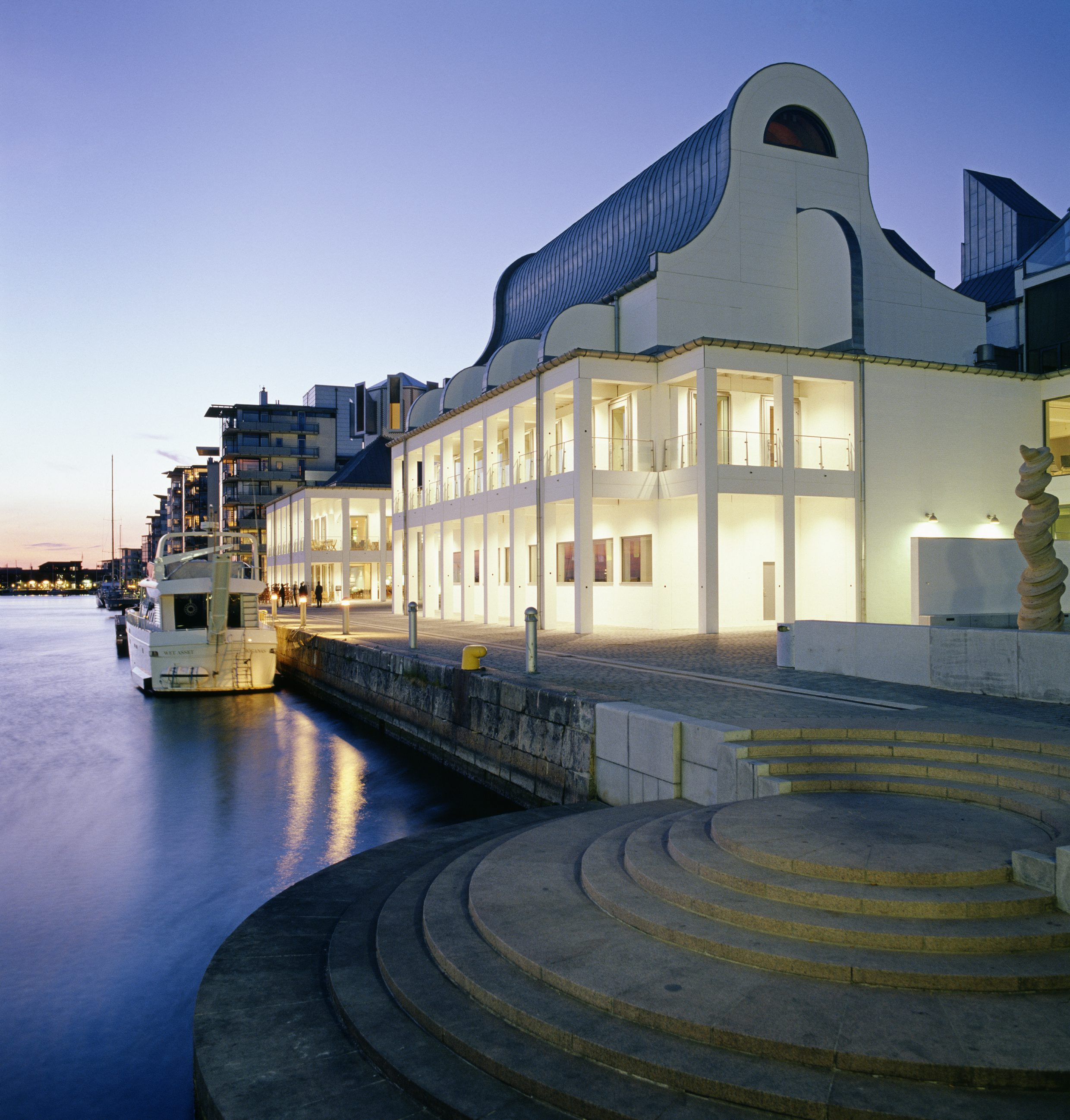
Dunkers kulturhus, Helsingborg
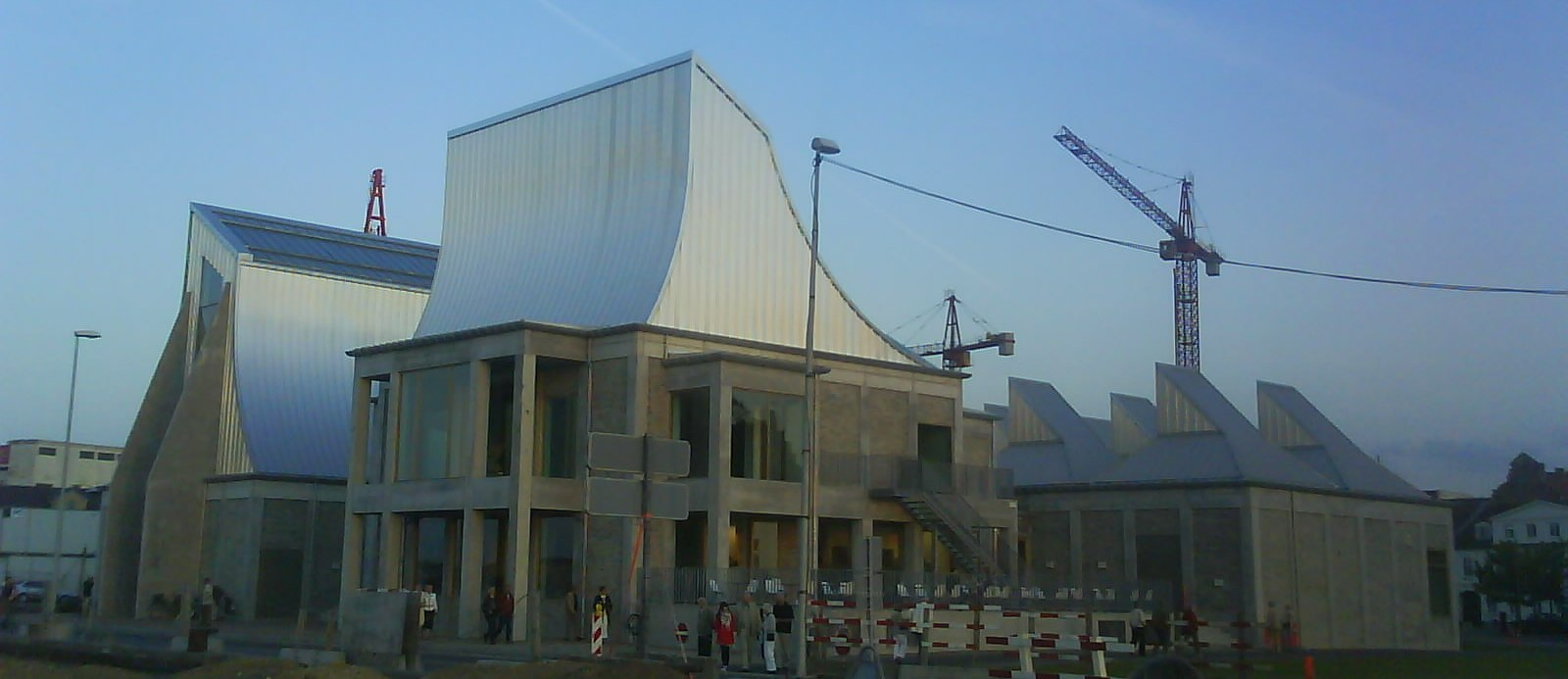
Utzon Center, Aalborg
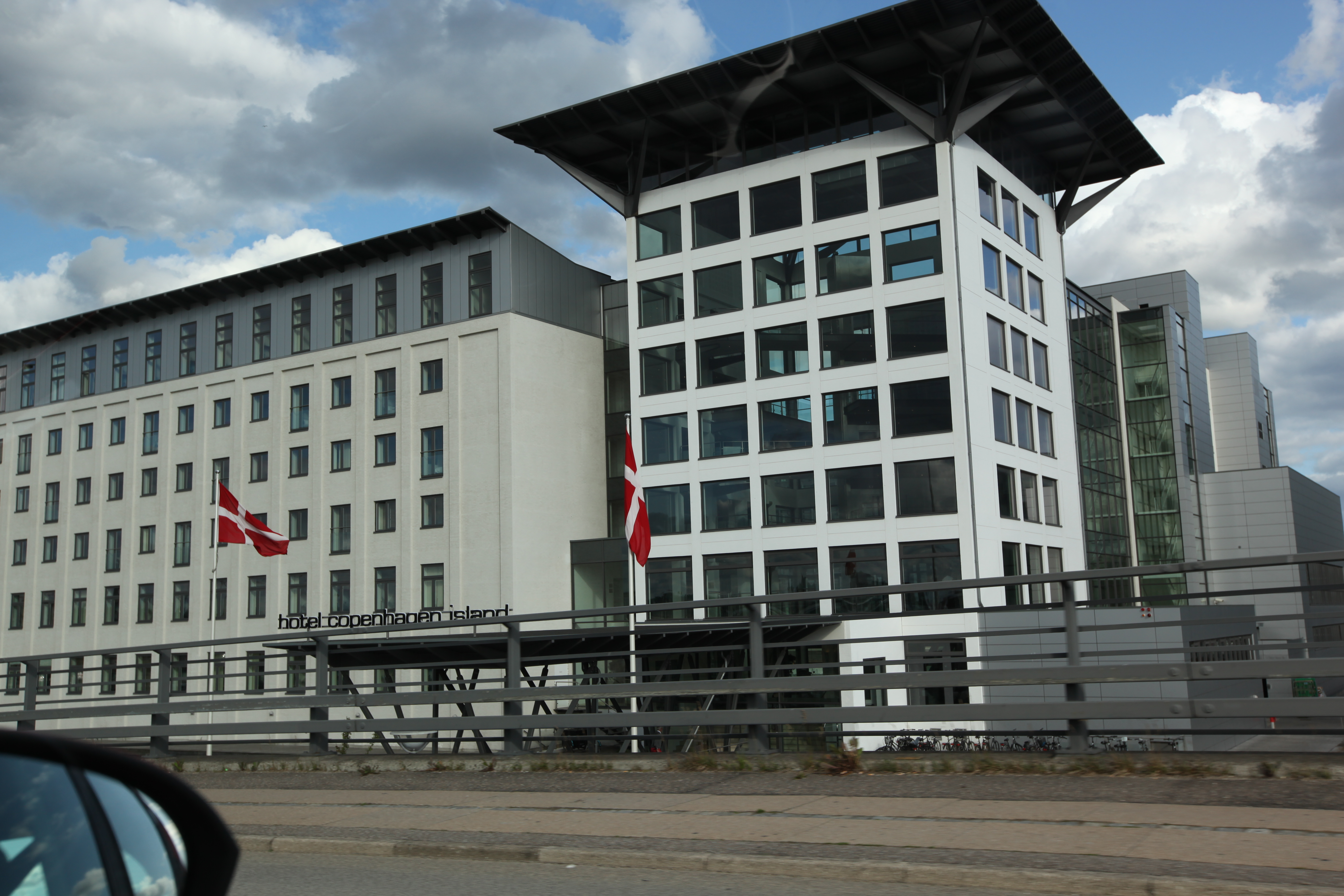
Island Hotel, Köpenhamn
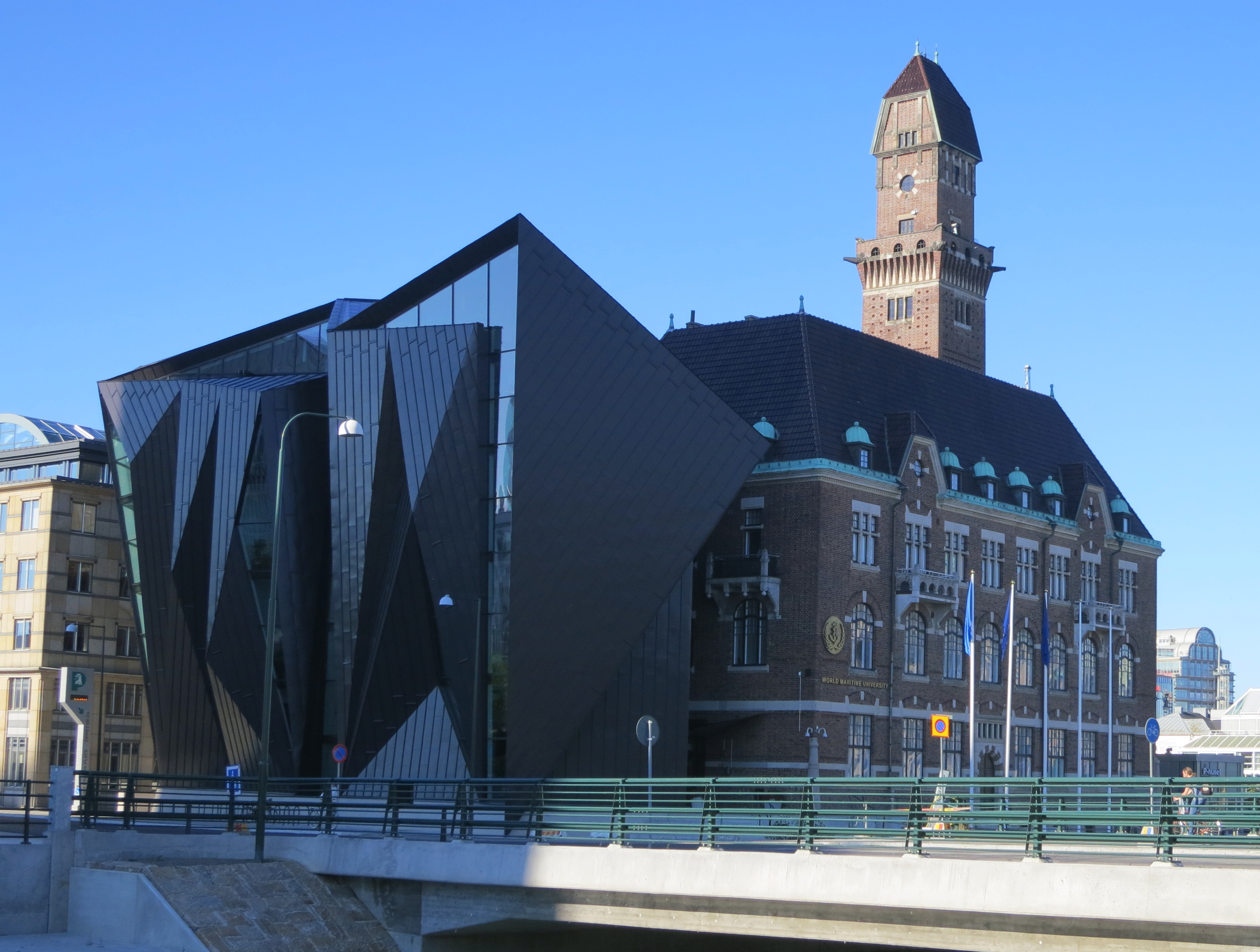
Tornhuset, Malmö

## Priser
- 2001 Eckersbergmedaljen